# Manoir de Brinkhall
Le manoir de Brinkhall est un manoir sur l' île de Kakskerta à Turku en Finlande.

## Présentation
Le manoir a été conçu par Gabriel von Bonsdorff professeur de l'Académie royale d'Åbo et construit en 1793 pour Hans Erikson, le commandant du château de Turku. 
C'est le premier manoir de style néoclassique de Finlande. 
La décoration intérieure du bâtiment principal n'a pas son aspect d'origine, mais son aspect classique actuel date des années 1920. 
Les derniers propriétaires privés ont vendu le domaine à la ville de Turku en 1967, qui l'a cédé à la Fondation du patrimoine culturel finlandais en 2001. 
Après restauration, la fondation a ouvert le bâtiment aux visiteurs.
La Direction des musées de Finlande a classé le manoir parmi les Sites culturels construits d'intérêt national en Finlande.

## Galerie

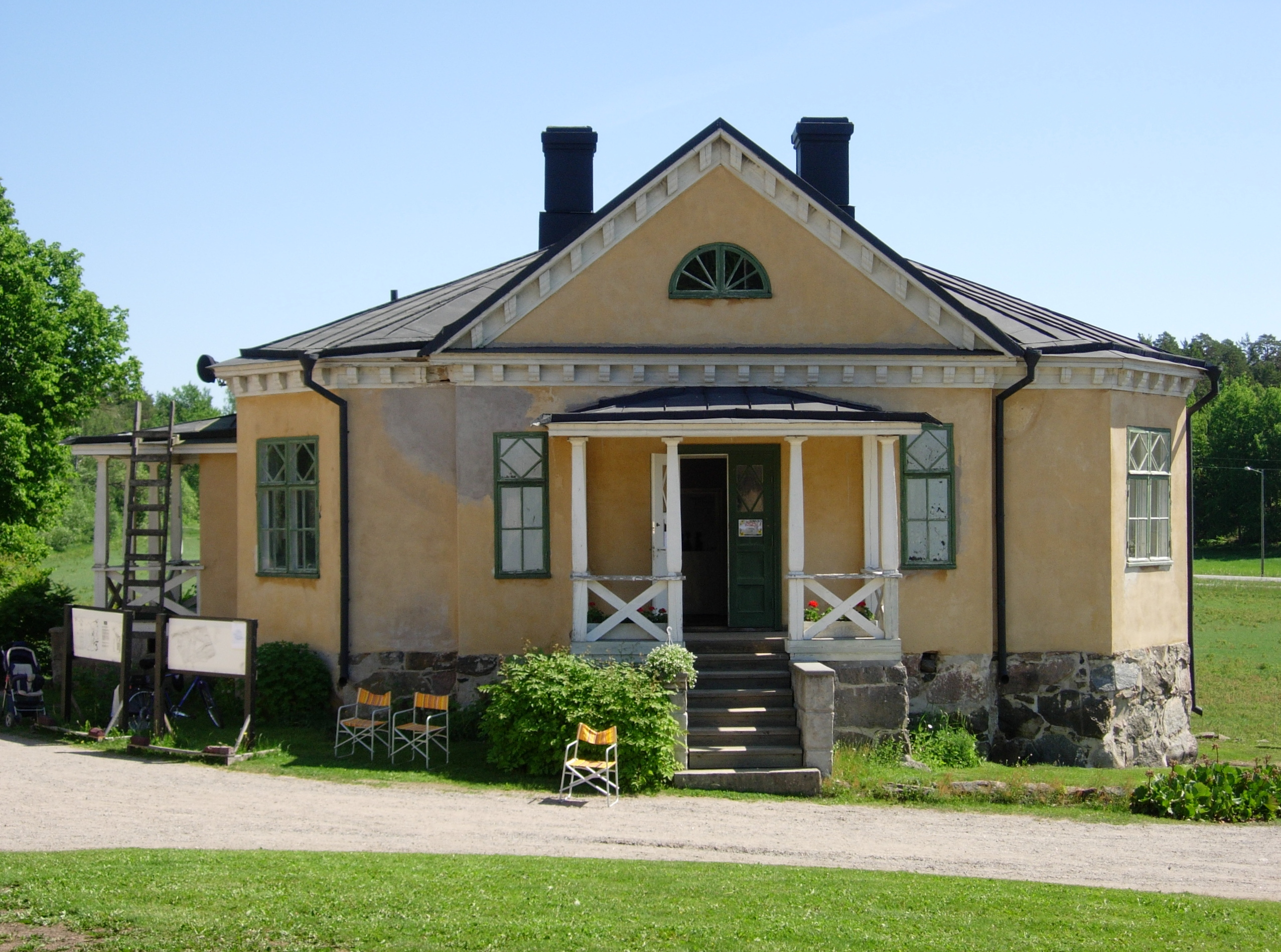
Bâtiment de bureaux et du café.
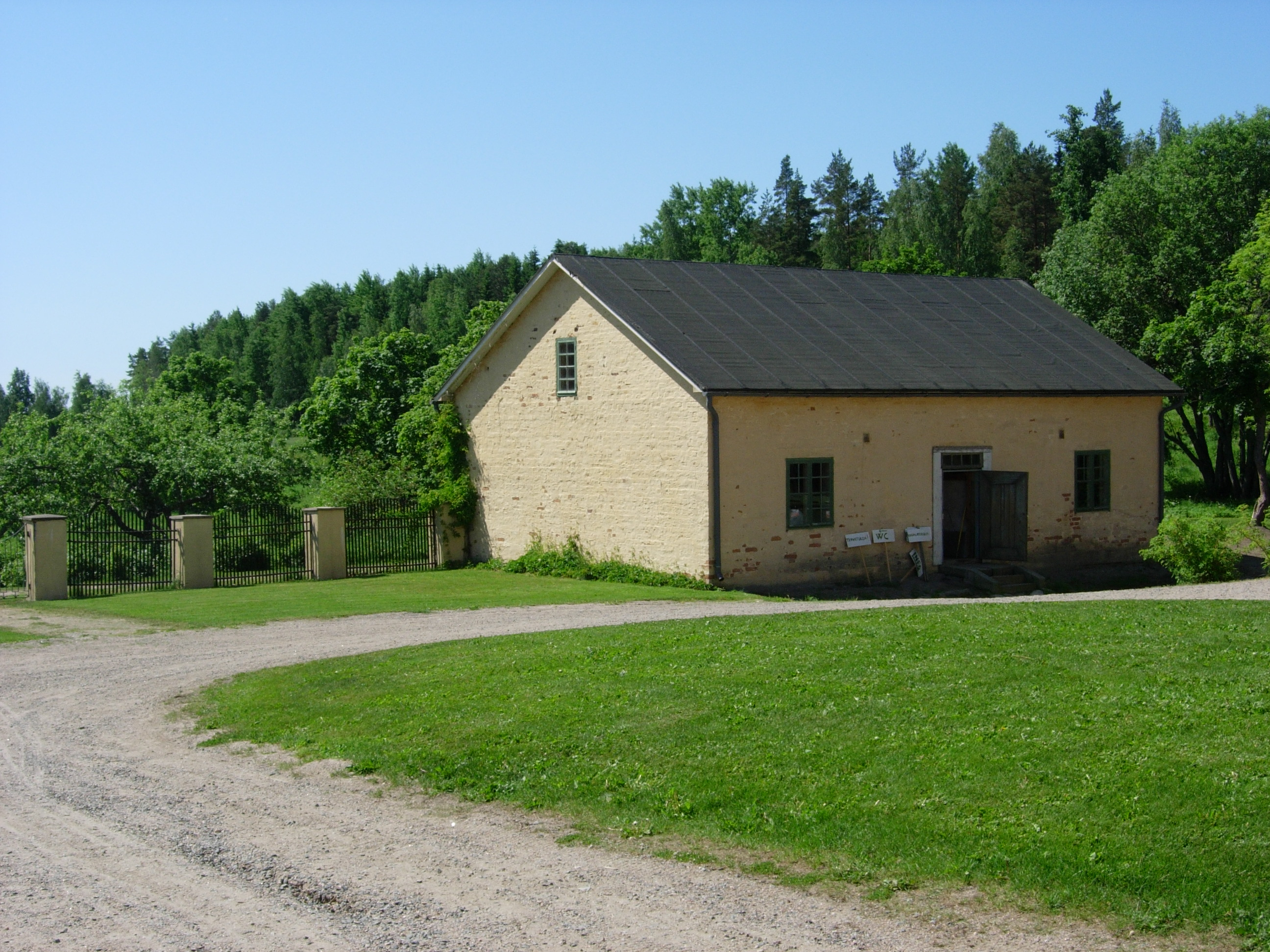
Grange du manoir.
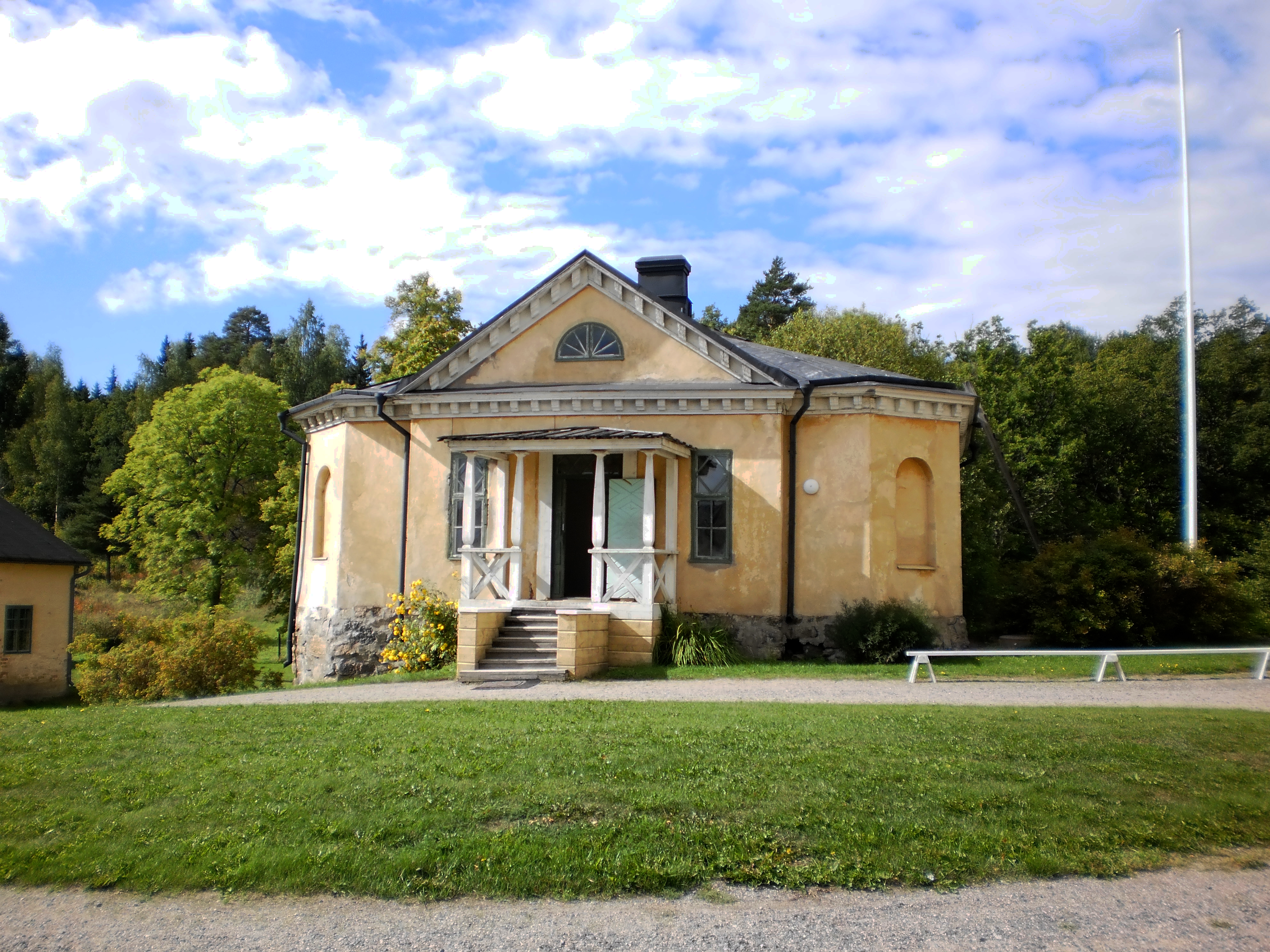
Dépendance.